# Luisa Diogo
Luisa Días Diogo (ur. 11 kwietnia 1958) – premier Mozambiku w latach 2004–2010. Zastąpiła na tym stanowisku Pascoala Mocumbi. Zanim została premierem, była ministrem planowania i finansów, w swoim gabinecie w piastowała to stanowisko do lutego 2005. Była pierwszą kobietą sprawującą urząd premiera Mozambiku. Należy do partii FRELIMO. 16 stycznia 2010 została zastąpiona na stanowisku przez Airesa Alego. 